# Damian Buck

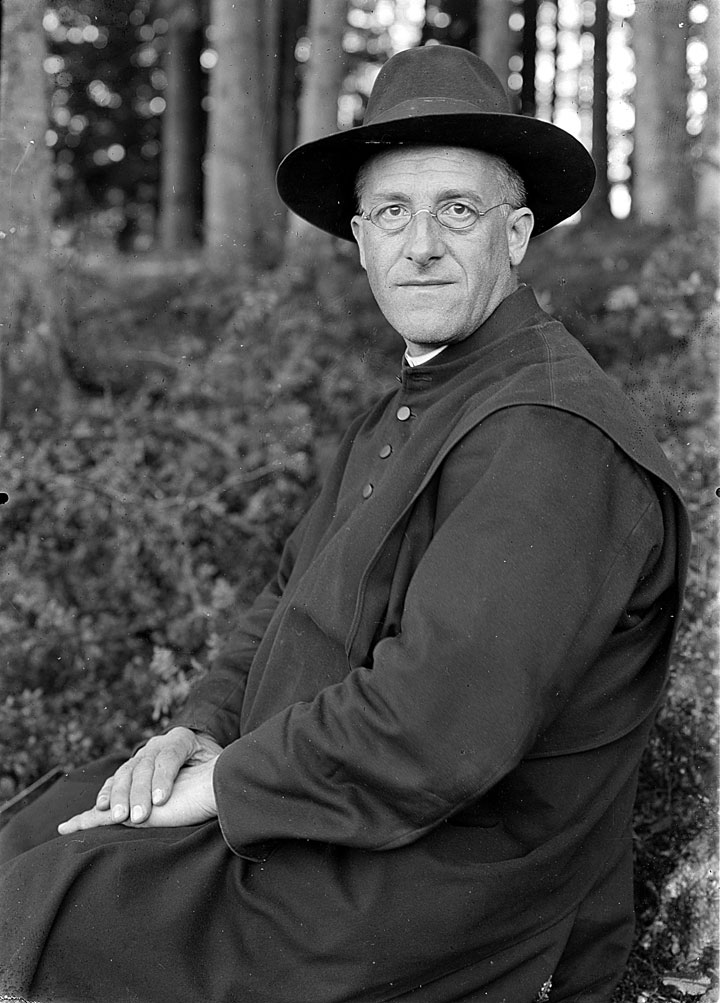
Damian Buck in fortgeschrittenem Alter.

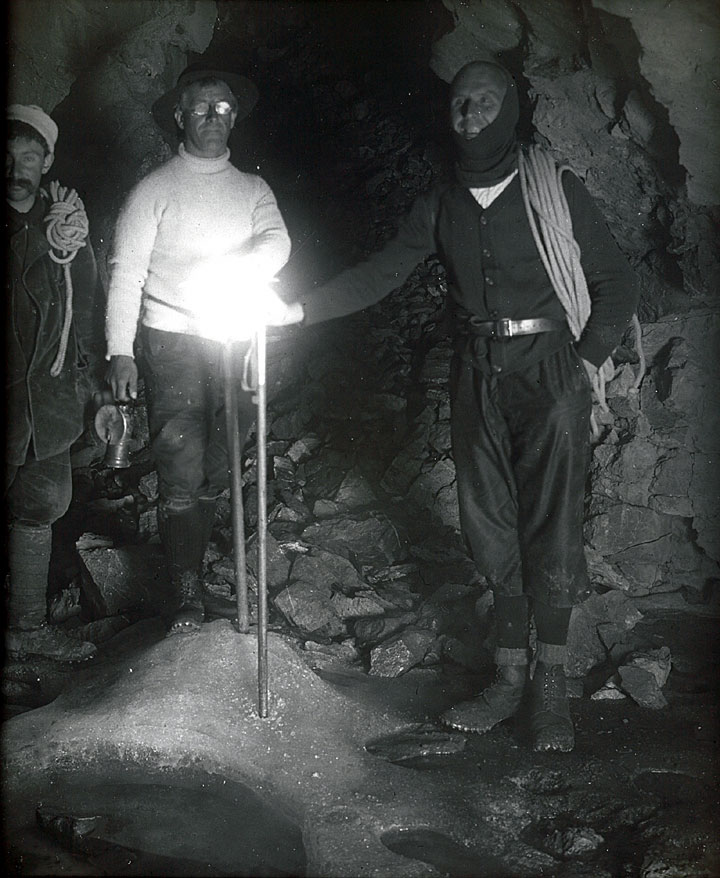
Buck (Mitte) mit Begleitern in der Furli-Höhle im Hoch-Ybrig-Gebiet bei Unteriberg.

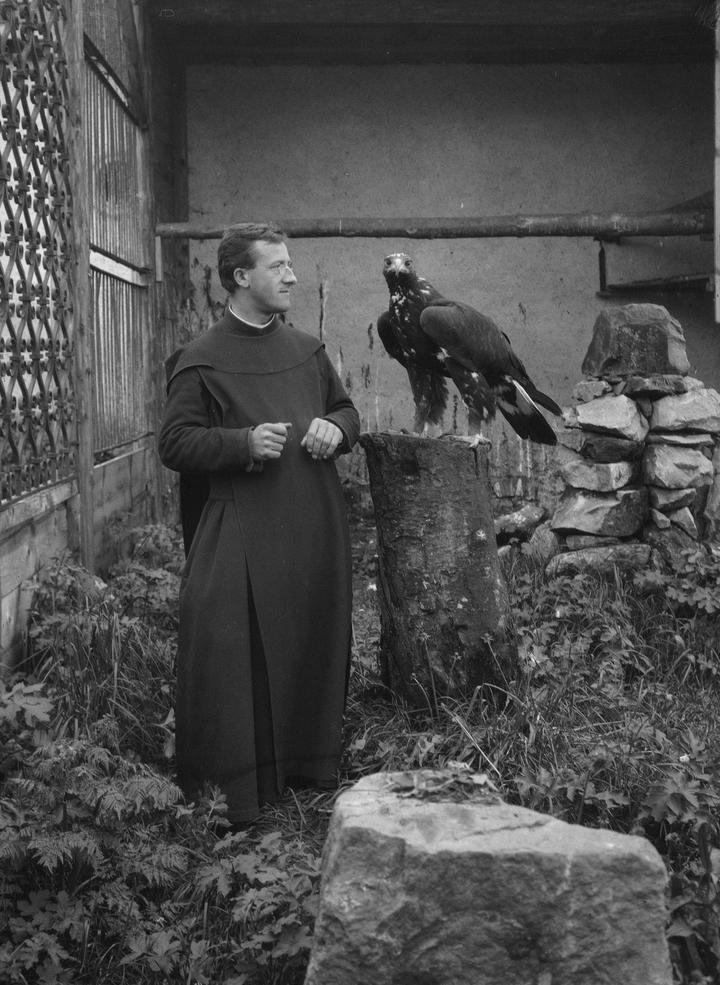
Buck mit einem Greifvogel in einer Voliere des Klosters Einsiedeln.

Petrus Damiani Buck von Gebenstorf OSB, besser bekannt unter der Kurzform Damian Buck, (* 3. Oktober 1871 in Rieden, Kanton Aargau als Robert Buck; † 25. September 1940 in Einsiedeln, Kanton Schwyz) war ein Schweizer Benediktinerpater, Naturforscher und Pädagoge.

## Leben

### Herkunft und Ausbildung
Robert Buck wurde 1871 als Sohn von Gustav Matthäus Rupert (oder Robert) Buck und Friederika Meyer im kleinen Ort Rieden (heute ein Ortsteil von Obersiggenthal) im Kanton Aargau geboren. Zunächst besuchte er in der benachbarten Stadt Baden die Volksschule und anschliessend drei Jahre lang die Bezirksschule. Ab Herbst 1887 erhielt er dann Unterricht am Gymnasium und Lyceum des Klosters Einsiedeln im Kanton Schwyz, wo er im Sommer 1892 mit dem Reifezeugnis abschloss.
Im September 1892 trat Buck in das Noviziat des Klosters Einsiedeln ein, das ein Jahr dauerte. Danach studierte er vier Jahre lang Theologie. Er legte am 8. September 1893 seine Profess ab und schloss sich somit den Benediktinern an. Als Ordensnamen erhielt er Petrus Damiani; darüber hinaus hängte er seinem Familiennamen den Herkunftszusatz von Gebenstorf an – nach der gleichnamigen Gemeinde in der Nähe seines Geburtsortes. Nach dem Theologiestudium wurde er am 12. Juni 1897 zum Priester geweiht.
Zum Oktober 1898 immatrikulierte sich Buck für ein Studium der Naturwissenschaften an der Universität von Freiburg im Üechtland. Entsprechend dem sehr allgemein gefassten Studienfach belegte er Vorlesungen aus zahlreichen unterschiedlichen Fachgebieten: Botanik bei Max Westermaier, Mineralogie bei Heinrich Adolph Baumhauer, Geologie bei Raymond de Girard, Zoologie bei Ludwig Kathariner, organische Chemie bei René Thomas-Mamert, Experimentalphysik bei Józef Wierusz-Kowalski, Mathematik für Naturwissenschaftler bei Mathieu Frans Daniëls sowie ferner anorganische Chemie. Nach vier Semestern erlangte Buck zunächst das Lizenziat und am 18. Juli 1902 wurde er bei Doktorvater Westermaier mit der Dissertation Beiträge zur vergleichenden Anatomie des Durchlüftungssystems der Pflanzen mit Bestnoten promoviert.

### Berufliche Karriere
Einige Wochen nach seiner Priesterweihe beging Buck am 4. Juli 1897 seine Primiz, die erste von ihm als Hauptzelebrant gefeierte heilige Messe. Bald darauf war er während des Schuljahres 1897/98 Lehrer der ersten Gymnasialklasse an der Stiftsschule Einsiedeln. Im Anschluss an seine Promotion übernahm er dort 1902 die Stelle als Lehrer für Naturgeschichte. Diesen Posten hielt er knapp 37 Jahre lang und war parallel dazu auch Betreuer der naturwissenschaftlichen Sammlungen („Naturalienkabinett“) des Klosters. Nachdem er im Sommer 1939 einen Schlaganfall erlitten hatte, zog er sich von beiden Tätigkeiten zurück. Er starb knapp ein Jahr später kurz vor seinem 69. Geburtstag.
Zwischenzeitlich hatte er von Februar 1919 bis November 1923 sowie von April 1926 bis Oktober 1927 auch als Direktor der schuleigenen Blaskapelle amtiert.

### Naturschutz und Forschung
Neben seiner pädagogischen Arbeit erwarb Buck sich vor allem grosse Verdienste in Hinblick auf Naturschutz und Umweltbildung. Er war seit 1904 Mitglied der Schweizerischen Naturforschenden Gesellschaft und ab Dezember 1932 Gründungspräsident von deren Sektion im Kanton Schwyz. Bereits im Jahr 1908 hatte er eine schwyzerische Naturschutzkommission gegründet. Darüber hinaus gehörte er dem Schweizer Alpen-Club an und war auch schon sehr früh im Schweizerischen Bund für Naturschutz aktiv. In letzterem gehörte er bis zu seinem Rücktritt aus gesundheitlichen Gründen im Frühjahr 1940 viele Jahre dem Vorstand an.
Buck unternahm regelmässige Exkursionen und Wanderungen nach Süddeutschland, Vorarlberg und in alle Regionen der Schweiz. Dabei ging er einer ausgeprägten Sammelleidenschaft nach und tauschte sich auch mit lokalen Forschern vor Ort aus, um sein Naturalienkabinett stetig erweitern zu können. Er hielt zahlreiche Vorträge vor Fachkollegen und breiterem Publikum und bemühte sich sehr um die Wissenschaftspopularisierung. Am Kloster in Einsiedeln unterhielt er ein eigenes Labor und war innerhalb der Institution der Ansprechpartner in Fragen zur Geologie, Mineralogie, Zoologie, Botanik und Meteorologie. Das Labor ermöglichte ihm unabhängige Forschung und er publizierte Schriften zu einem breiten Spektrum an Fachgebieten, hauptsächlich zur Vulkanologie, Glaziologie, Ornithologie, Humanbiologie, Zoologie, Botanik, Wissenschaftsgeschichte sowie zur Pferdezucht.
Zeitlebens engagierte er sich für die Einrichtung und den Erhalt von Schutzgebieten in der Schweiz – beispielsweise am Sihlsee sowie im Sumpfgebiet Frauenwinkel und um die Inseln Ufenau und Lützelau im Zürichsee. Bekannte Bucks berichteten, dass seine Tierliebe beinahe franziskanische Formen angenommen hätte. So wandelte er – sehr zur Freude seiner Schüler und zur Skepsis seiner Oberen – einen Bereich des Klosters zeitweilig in eine Art Tierpark um, in dem Adler, Affen, Wölfe, Rotfüchse und sogar junge Löwen lebten. Zudem nahm er auch gefundene verletzte Vögel und Rehe in Pflege, die bei ihm abgegeben werden konnten.

## Bewertung
„Nimmermüde trat er immer und bei jeder sich bietenden Gelegenheit für die Ehrfurcht vor der Allgewalt, vor jeglichem Leben und für Achtung vor der Natur ein.“

Damian Buck genoss aufgrund seiner naturwissenschaftlichen Forschungen, viel mehr noch aber wegen seiner Sammlungstätigkeit und seines Eintretens für den Umweltschutz ein sehr hohes Ansehen. Er galt als der mit Abstand bekannteste Pater aus Einsiedeln und hatte sowohl landesweit als auch im Ausland zahlreiche Freunde und Bekannte unter Gelehrten und naturwissenschaftlichen Laien. Seine Devise war, dass „Naturschutz und Heimatschutz nicht bloße Skrupel einiger Naturschwärmer und Idealisten sind, sondern wahrhafte Forderungen des Landes und Volkes sein müssen, weil mit ihnen die Ehrfurcht vor Natur und Heimat steht und fällt.“
In mehreren Nachrufen wurden Bucks Leistungen gewürdigt. So war beispielsweise in der Herbst-Ausgabe 1940 der Zeitschrift Tierfreund zu lesen: „Wohl selten hat ein Mensch in unserm Lande sein Leben so restlos den Tieren gewidmet wie der verstorbene Pater Damian.“ Die Schweizerische Naturforschende Gesellschaft zog zur Betonung ihres postumen Lobes auch die Urteile von ehemaligen Schülern Bucks heran: „Wer unter Naturwissenschaftlern von Einsiedeln sprach, der dachte auch gleichzeitig an Pater Damian Buck! [...] Wo immer man mit Stiftsschülern ins Plaudern kam oder einstige Schüler der Einsiedler Klosterschule trifft, [...] begegnete man der Begeisterung für diesen Lehrer und spricht man immer wieder mit tiefster Ehrfurcht von diesem Künder der Gottesnatur.“